# Шестериков, Сергей Владимирович
Серге́й Влади́мирович Шестерико́в (род. 6 февраля 1967 года, Москва, РСФСР, СССР) — советский и российский хоккеист.

## Биография
С 1984 по 1996 годы, с небольшими перерывами, играл в составе горьковского (нижегородского) «Торпедо», который в этот период не покидал высших дивизионов советского и российского хоккея (Высшей лиги чемпионата СССР, Межнациональной хоккейной лиги, Суперлиги открытого чемпионата России). Единственным исключением стала часть сезона 1985/1986, сыгранная в составе калининского армейского клуба СКА МВО.
В составе юниорской сборной СССР стал серебряным призёром чемпионата Европы 1985, а в составе молодёжной сборной СССР участвовал в чемпионате мира 1987 (дисквалификация команды из-за «драки в Пьештянах».
В сезоне 1995—1997 играл сначала в составе одноклубников из Ярославля (МХЛ), затем в клубах Высшей лиге чемпионата России — заволжском «Моторе» и кирово-чепецкой «Олимпии».
В 1997 году уехал во Францию, где завершил игровую карьеру в составе клубов «Амневиль» (1997—1999) и «Дижон» (1999—2003, в 2002 году добившемся права играть в Лиге Магнуса, высшем французском дивизионе).